# Bosna a Hercegovina na Letních olympijských hrách 1996
Bosnu a Hercegovinu na Letních olympijských hrách 1996 v americké Atlantě reprezentovalo 9 sportovců, z toho 7 mužů a 2 ženy. Reprezentanti nevybojovali žádnou medaili.